# Pilsrundāle
Pilsrundāle är en kommunhuvudort i Lettland.   Den ligger i kommunen Rundāles novads, i den centrala delen av landet, 60 km söder om huvudstaden Riga. Pilsrundāle ligger 22 meter över havet och antalet invånare är 862.
Terrängen runt Pilsrundāle är mycket platt. Runt Pilsrundāle är det ganska glesbefolkat, med 36 invånare per kvadratkilometer. Närmaste större samhälle är Bauska, 11,7 km öster om Pilsrundāle. Trakten runt Pilsrundāle består till största delen av jordbruksmark.